# Campionato Italiano Football a 9 FIDAF 2020
Il Campionato Italiano Football a 9 FIDAF 2020 (CIF9) è la 13ª edizione del campionato di football americano di Terza Divisione organizzato dalla FIDAF (34ª edizione del campionato di terzo livello, 18ª edizione a 9 giocatori). Vi partecipano 41 squadre divise in 9 gironi.
Gli West Coast Raiders si sono iscritti al campionato a calendario già emesso; il calendario è stato perciò adeguato alla presenza della nuova squadra.
In seguito alla diffusione della pandemia di COVID-19 del 2019-2021 il campionato è stato interrotto, per essere poi annullato.

## Squadre partecipanti
| Club                         | Città                 | Stadio         | Sponsor ufficiale          | Risultato nella stagione 2019                           |
| ---------------------------- | --------------------- | -------------- | -------------------------- | ------------------------------------------------------- |
| 29ers Alto Livenza           | Caneva                |                |                            | Finale di Conference                                    |
| Achei Crotone                | Crotone               |                | Mida Tecnologie Ambientali | Quarti di finale di conference                          |
| Alfieri Asti                 | Asti                  |                |                            | 5º posto in regular season CIF9 (girone L)              |
| Alligators Rovigo            | Rovigo                |                |                            | 3º posto in regular season CIF9 (girone F)              |
| Angels Pesaro                | Pesaro                |                |                            | Quarti di finale di Conference                          |
| Blitz Balangero              | Balangero (TO)        |                |                            | 4º posto in regular season CIF9 (girone L)              |
| Blue Storms Busto Arsizio    | Busto Arsizio (VA)    |                |                            | 9º posto in regular season Seconda Divisione (girone A) |
| Briganti Napoli              | Napoli                | Briganti Field |                            | Finalisti                                               |
| Broncos Faenza               | Faenza (RA)           |                |                            | 3º posto in regular season CIF9 (girone E)              |
| Buccaneers Comacchio         | Comacchio (FE)        |                |                            | 4º posto in regular season CIF9 (girone E)              |
| Crusaders Cagliari           | Cagliari              |                |                            | Wild Card                                               |
| Doves Bologna                | Bologna               |                |                            | 4º posto in regular season CIF9 (girone F)              |
| Eagles Salerno               | Salerno               |                |                            | 3º posto in regular season CIF9 (girone B)              |
| Eagles United Palermo        | Palermo               |                |                            | Wild Card di Seconda Divisione/Inattivi                 |
| Elephants Catania            | Catania               |                |                            | Wild Card                                               |
| Fighting Ducks Lazio         | Roma                  |                |                            | Wild Card                                               |
| Guelfi Neri Firenze          | Firenze               |                |                            | Esordienti                                              |
| Hurricanes Vicenza           | Vicenza               |                |                            | 4º posto in regular season CIF9 (girone H)              |
| Lancieri Novara              | Novara                |                |                            | 4º posto in regular season CIF9 (girone I)              |
| Legio XIII Roma              | Roma                  |                |                            | 4º posto in regular season CIF9 (girone C)              |
| Leoni Basiliano              | Basiliano             |                |                            | Quarti di finale di Conference                          |
| Mad Bulls Barletta           | Barletta              |                |                            | Finale di Conference                                    |
| Mexicans Pederobba           | Pederobba (TV)        |                |                            | Wild Card                                               |
| Minatori Roma Sud            | Genazzano (RM)        |                |                            | 3º posto in regular season CIF9 (girone C)              |
| Muli Trieste                 | Trieste               |                |                            | 3º posto in regular season CIF9 (girone G)              |
| Navy Seals Bari              | Bari                  |                |                            | 4º posto in regular season CIF9 (girone A)              |
| Nuovi Grifoni Perugia        | Perugia               |                |                            | Quarti di finale di Conference                          |
| Predatori Golfo del Tigullio | Chiavari (GE)         |                |                            | Quarti di finale di Conference                          |
| Pretoriani Roma              | Roma                  |                |                            | Finalisti Silver Bowl                                   |
| Rams Milano                  | Milano                |                |                            | Semifinali di Conference                                |
| Ravens Imola                 | Imola (BO)            |                |                            | Wild Card                                               |
| Razorbacks Piemonte          | Torino                |                |                            | Quarti di finale di Conference                          |
| Sirbons Cagliari             | Assemini (CA)         |                |                            | 3º posto in regular season CIF9 (girone D)              |
| Steel Bucks Caserta          | Caserta               |                |                            | Attivi in EPS                                           |
| Steelers Terni               | Terni                 |                |                            | Attivi in EPS                                           |
| Thunders Trento              | Trento                |                |                            | Wild Card                                               |
| Titans Romagna               | Forlì                 |                |                            | 3º posto in regular season CIF9 (girone E)              |
| Trappers Cecina              | Cecina (LI)           |                |                            | Semifinali di Conference                                |
| Vikings Cavallermaggiore     | Cavallermaggiore (CN) |                |                            | Quarti di finale di Conference                          |
| West Coast Raiders           | Pisa/Livorno          |                |                            | Wild Card                                               |
| Wolverines Piacenza          | Piacenza              |                |                            | Wild Card                                               |

## Stagione regolare

### Calendario

#### 1ª giornata
Gli incontri Trappers-Steelers e Grifoni-Guelfi Neri sono stati annullati in seguito alla ridefinizione del calendario.
| Bologna 22 febbraio 2020, ore 15:00 | Doves Bologna | 0 – 46 | Ravens Imola | Centro sportivo "Giorgio Bernardi" |

| Assemini 22 febbraio 2020, ore 18:00 | Sirbons Cagliari | 0 – 28 | Crusaders Cagliari | Stadio Santa Maria |

| Roma 22 febbraio 2020, ore 20:00 | Pretoriani Roma | 26 – 8 | Steel Bucks Caserta | Nuova Tor Sapienza |

| Barletta 22 febbraio 2020, ore 20:30 | Mad Bulls Barletta | 36 – 0 | Achei Crotone | C.S. Manzi-Chiapulin |

| Grugliasco 22 febbraio 2020, ore 21:00 | Razorbacks Piemonte | 28 – 24 | Blitz Balangero | CUS Torino |

| Pordenone 23 febbraio 2020, ore 14:00 | 29ers Alto Livenza | 56 – 0 | Muli Trieste | C.S. Borgomeduna |

| Bari 23 febbraio 2020, ore 14:00 | Navy Seals Bari | 12 – 39 | Briganti Napoli | Stadio della Vittoria |

| Cavallermaggiore 23 febbraio 2020, ore 14:30 | Vikings Cavallermaggiore | 43 – 0 | Alfieri Asti | Campo Sportivo Comunale |

| Orgnano 23 febbraio 2020, ore 14:30 | Leoni Basiliano | 47 – 0 | Mexicans Pederobba | Polisportiva Orgnano |

| Firenze 23 febbraio 2020, ore 14:30 | Guelfi Neri Firenze | 7 – 37 | Trappers Cecina | Guelfi Sport Center |

| San Martino in Strada 23 febbraio 2020, ore 14:40 | Titans Romagna | 26 – 33 | Broncos Faenza | Campo Sportivo G. Casadei |

| Perugia 23 febbraio 2020, ore 15:00 | Nuovi Grifoni Perugia | 64 – 13 | Steelers Terni | S.C. S.Sisto |

| Palermo 23 febbraio 2020, ore 15:15 | Eagles United Palermo | 6 – 16 | Elephants Catania | A.S.D. Tommaso Natale Sport Village |

| Volania 23 febbraio 2020, ore 15:30 | Buccaneers Comacchio | 6 – 61 | Angels Pesaro | Buccaneers ARENA |

| Roma 23 febbraio 2020, ore 16:00 | Legio XIII Roma | 16 – 20 | Minatori Roma Sud | C.S. Longarina |

#### 2ª giornata
| Terni 29 febbraio 2020, ore 21:00 | Steelers Terni | 8 – 31 | West Coast Raiders | C.S. GRS |

| Perugia 1º marzo 2020, ore 15:00 | Nuovi Grifoni Perugia | 28 – 20 | Trappers Cecina | S.C. S.Sisto |

| Macerata Campania 1º marzo 2020, ore 15:00 | Steel Bucks Caserta | 0 – 38 | Fighting Ducks Lazio | Campo comunale |

#### 3ª giornata
L'incontro Steelers-Grifoni è stato annullato in seguito alla ridefinizione del calendario.
| Palermo 7 marzo 2020, ore 14:00 | Eagles United Palermo | – | Sirbons Cagliari | CUS Palermo |

| Catania 7 marzo 2020, ore 14:00 | Elephants Catania | – | Crusaders Cagliari | Stadio Benito Paolone |

| Bari 7 marzo 2020, ore 14:30 | Navy Seals Bari | – | Eagles Salerno | Stadio della Vittoria |

| Bologna 7 marzo 2020, ore 15:00 | Doves Bologna | – | Alligators Rovigo | Centro sportivo "Giorgio Bernardi" |

| Balangero 7 marzo 2020, ore 20:00 | Blitz Balangero | – | Lancieri Novara | C.S. Colombo Blitzfield |

| Chiavari 7 marzo 2020, ore 21:00 | Predatori Golfo del Tigullio | – | Rams Milano | C.S. Daneri |

| Napoli 8 marzo 2020, ore 14:00 | Briganti Napoli | – | Mad Bulls Barletta | Briganti Field |

| Onigo 8 marzo 2020, ore 14:30 | Mexicans Pederobba | – | Thunders Trento | Centro Sportivo |

| Piacenza 8 marzo 2020, ore 15:00 | Wolverines Piacenza | – | Blue Storms Busto Arsizio | Centro Sportivo Rugby Gigi Savoia |

| Vicenza 8 marzo 2020, ore 15:00 | Hurricanes Vicenza | – | Ravens Imola | BPVI Arena |

| Volania 8 marzo 2020, ore 15:30 | Buccaneers Comacchio | – | Titans Romagna | Buccaneers ARENA |

| Ciampino 8 marzo 2020, ore 17:30 | Fighting Ducks Lazio | – | Legio XIII Roma | C.S. Arnaldo Fuso |

#### 4ª giornata
| Bienate 14 marzo 2020, ore 15:00 | Blue Storms Busto Arsizio | – | Predatori Golfo del Tigullio | C.S. Bienate |

| Rovigo 14 marzo 2020, ore 15:00 | Alligators Rovigo | – | Hurricanes Vicenza | Stadio Mario Battaglini |

| Firenze 14 marzo 2020, ore 20:00 | Guelfi Neri Firenze | – | Nuovi Grifoni Perugia | Guelfi Sport Center |

| Volania 14 marzo 2020, ore 20:30 | Buccaneers Comacchio | – | Broncos Faenza | Buccaneers ARENA |

| Grugliasco 14 marzo 2020, ore 21:00 | Razorbacks Piemonte | – | Vikings Cavallermaggiore | CUS Torino |

| Bresso 14 marzo 2020, ore 21:00 | Rams Milano | – | Wolverines Piacenza | Centro Sportivo Comunale |

| Novara 15 marzo 2020, ore 14:00 | Lancieri Novara | – | Alfieri Asti | Lancieri Field |

| Orgnano 15 marzo 2020, ore 14:30 | Leoni Basiliano | – | 29ers Alto Livenza | Polisportiva Orgnano |

| San Martino in Strada 15 marzo 2020, ore 15:00 | Titans Romagna | – | Angels Pesaro | Campo Sportivo G. Casadei |

| Trento 15 marzo 2020, ore 16:30 | Thunders Trento | – | Muli Trieste | Campo Fersina |

| Genazzano 15 marzo 2020, ore 17:00 | Minatori Roma Sud | – | Steel Bucks Caserta | C.S. Le Rose |

#### 5ª giornata
| Salerno 21 marzo 2020, ore 14:30 | Eagles Salerno | – | Briganti Napoli | Stadio Donato Vestuti |

| Bologna 21 marzo 2020, ore 15:00 | Doves Bologna | – | Hurricanes Vicenza | Centro sportivo "Giorgio Bernardi" |

| Pisa 21 marzo 2020, ore 17:00 | West Coast Raiders | – | Guelfi Neri Firenze | C.S Porta a Mare |

| Assemini 21 marzo 2020, ore 18:00 | Sirbons Cagliari | – | Elephants Catania | Stadio Santa Maria |

| Roma 21 marzo 2020, ore 20:00 | Pretoriani Roma | – | Minatori Roma Sud | Nuova Tor Sapienza |

| Terni 21 marzo 2020, ore 21:00 | Steelers Terni | – | Trappers Cecina | C.S. GRS |

| Bresso 21 marzo 2020, ore 21:00 | Rams Milano | – | Blue Storms Busto Arsizio | Centro Sportivo Comunale |

| Cagliari 22 marzo 2020, ore 13:30 | Crusaders Cagliari | – | Eagles United Palermo | C.S Monte Claro |

| Rovigo 22 marzo 2020, ore 15:00 | Alligators Rovigo | – | Ravens Imola | La Palude |

| Crotone 22 marzo 2020, ore 15:00 | Achei Crotone | – | Navy Seals Bari | Achei Field - Settore B |

| Piacenza 22 marzo 2020, ore 15:00 | Wolverines Piacenza | – | Predatori Golfo del Tigullio | Centro Sportivo Rugby Gigi Savoia |

#### 6ª giornata
| Marina di Ravenna 28 marzo 2020, ore 20:00 | Broncos Faenza | – | Titans Romagna | Campo Comunale |

| Trieste 28 marzo 2020, ore 21:00 | Muli Trieste | – | Mexicans Pederobba | C.S. San Luigi |

| Asti 29 marzo 2020, ore 14:30 | Alfieri Asti | – | Blitz Balangero | Campo Sportivo |

| Cavallermaggiore 29 marzo 2020, ore 14:30 | Vikings Cavallermaggiore | – | Lancieri Novara | Campo Sportivo Comunale |

| Pesaro 29 marzo 2020, ore 14:30 | Angels Pesaro | – | Buccaneers Comacchio | Campo Sportivo |

| Macerata Campania 29 marzo 2020, ore 15:00 | Steel Bucks Caserta | – | Legio XIII Roma | Campo Comunale |

| Pordenone 29 marzo 2020, ore 15:00 | 29ers Alto Livenza | – | Thunders Trento | C.S. Borgomeduna |

| Cecina 29 marzo 2020, ore 16:00 | Trappers Cecina | – | West Coast Raiders | Trappers Cecina Hunt Field |

#### 7ª giornata
| Pisa 4 aprile 2020, ore 17:00 | West Coast Raiders | – | Nuovi Grifoni Perugia | C.S Porta a Mare |

| Barletta 4 aprile 2020, ore 20:30 | Mad Bulls Barletta | – | Eagles Salerno | C.S. Manzi-Chiapulin |

| Chiavari 4 aprile 2020, ore 21:00 | Predatori Golfo del Tigullio | – | Blue Storms Busto Arsizio | C.S. Daneri |

| Trieste 4 aprile 2020, ore 21:00 | Muli Trieste | – | Leoni Basiliano | C.S. San Luigi |

| Napoli 5 aprile 2020, ore 14:00 | Briganti Napoli | – | Achei Crotone | Briganti Field |

| Cagliari 5 aprile 2020, ore 14:00 | Crusaders Cagliari | – | Sirbons Cagliari | C.S Monte Claro |

| Vicenza 5 aprile 2020, ore 15:00 | Hurricanes Vicenza | – | Alligators Rovigo | BPVI Arena |

| Novara 5 aprile 2020, ore 15:00 | Lancieri Novara | – | Razorbacks Piemonte | Lancieri Field |

| Piacenza 5 aprile 2020, ore 15:00 | Wolverines Piacenza | – | Rams Milano | Centro Sportivo Rugby Gigi Savoia |

| Imola 5 aprile 2020, ore 15:30 | Ravens Imola | – | Doves Bologna | C.S. Bacchilega |

#### Recuperi 1
| Catania 11 aprile 2020, ore 14:00 | Elephants Catania | – | Eagles United Palermo | Stadio Benito Paolone |

| Faenza 12 aprile 2020, ore 15:00 | Broncos Faenza | – | Angels Pesaro | C.S la Graziola |

#### 8ª giornata
| Salerno 18 aprile 2020, ore 14:30 | Eagles Salerno | – | Navy Seals Bari | Stadio Donato Vestuti |

| Trento 18 aprile 2020, ore 19:00 | Thunders Trento | – | Leoni Basiliano | Campo Fersina |

| Firenze 18 aprile 2020, ore 20:00 | Guelfi Neri Firenze | – | Steelers Terni | Guelfi Sport Center |

| Balangero 18 aprile 2020, ore 20:00 | Blitz Balangero | – | Vikings Cavallermaggiore | C.S. Colombo Blitzfield |

| Pederobba 19 aprile 2020, ore 14:30 | Mexicans Pederobba | – | 29ers Alto Livenza | Campo Comunale |

| San Martino in Strada 19 aprile 2020, ore 15:00 | Titans Romagna | – | Buccaneers Comacchio | Campo Sportivo G. Casadei |

| Pesaro 19 aprile 2020, ore 15:00 | Angels Pesaro | – | Broncos Faenza | Campo Sportivo |

| Crotone 19 aprile 2020, ore 15:30 | Achei Crotone | – | Mad Bulls Barletta | Achei Field - Settore B |

| Ciampino 19 aprile 2020, ore 16:00 | Fighting Ducks Lazio | – | Pretoriani Roma | C.S. Arnaldo Fuso |

#### 9ª giornata
| Bienate 25 aprile 2020, ore 18:30 | Blue Storms Busto Arsizio | – | Wolverines Piacenza | C.S. Bienate |

| Terni 25 aprile 2020, ore 21:00 | Steelers Terni | – | Guelfi Neri Firenze | C.S. GRS |

| Bresso 25 aprile 2020, ore 21:00 | Rams Milano | – | Predatori Golfo del Tigullio | Centro Sportivo Comunale |

| Trieste 25 aprile 2020, ore 21:00 | Muli Trieste | – | 29ers Alto Livenza | C.S. San Luigi |

| Bari 26 aprile 2020, ore 14:00 | Navy Seals Bari | – | Mad Bulls Barletta | Stadio della Vittoria |

| Asti 26 aprile 2020, ore 14:30 | Alfieri Asti | – | Razorbacks Piemonte | C.S. Vittorio Belangero-Toju |

| Rovigo 26 aprile 2020, ore 15:00 | Alligators Rovigo | – | Doves Bologna | La Palude |

| Imola 26 aprile 2020, ore 15:30 | Ravens Imola | – | Hurricanes Vicenza | C.S. Bacchilega |

| Crotone 26 aprile 2020, ore 15:30 | Achei Crotone | – | Briganti Napoli | Achei Field - Settore B |

| Roma 26 aprile 2020, ore 16:00 | Legio XIII Roma | – | Steel Bucks Caserta | C.S. Longarina |

| Cecina 26 aprile 2020, ore 16:00 | Trappers Cecina | – | Nuovi Grifoni Perugia | Trappers Cecina Hunt Field |

| Genazzano 26 aprile 2020, ore 17:00 | Minatori Roma Sud | – | Fighting Ducks Lazio | C.S. Le Rose |

#### 10ª giornata
| Assemini 2 maggio 2020, ore 12:00 | Sirbons Cagliari | – | Eagles United Palermo | Stadio Santa Maria |

| Cagliari 2 maggio 2020, ore 20:30 | Crusaders Cagliari | – | Elephants Catania | C.S Monte Claro |

| Grugliasco 2 maggio 2020, ore 21:00 | Razorbacks Piemonte | – | Lancieri Novara | CUS Torino |

| Asti 3 maggio 2020, ore 14:30 | Alfieri Asti | – | Vikings Cavallermaggiore | Campo Sportivo |

| Faenza 3 maggio 2020, ore 15:00 | Broncos Faenza | – | Buccaneers Comacchio | C.S la Graziola |

| Pesaro 3 maggio 2020, ore 15:00 | Angels Pesaro | – | Titans Romagna | Campo Sportivo |

| Macerata Campania 3 maggio 2020, ore 15:00 | Steel Bucks Caserta | – | Pretoriani Roma | Campo Comunale |

| Genazzano 3 maggio 2020, ore 17:00 | Minatori Roma Sud | – | Legio XIII Roma | C.S. Le Rose |

#### 11ª giornata
| Salerno 9 maggio 2020, ore 14:30 | Eagles Salerno | – | Achei Crotone | Stadio Donato Vestuti |

| Pisa 9 maggio 2020, ore 17:00 | West Coast Raiders | – | Steelers Terni | C.S Porta a Mare |

| Trento 9 maggio 2020, ore 17:00 | Thunders Trento | – | Mexicans Pederobba | Campo Fersina |

| Bienate 9 maggio 2020, ore 18:30 | Blue Storms Busto Arsizio | – | Rams Milano | C.S. Bienate |

| Roma 9 maggio 2020, ore 20:00 | Pretoriani Roma | – | Fighting Ducks Lazio | Nuova Tor Sapienza |

| Chiavari 9 maggio 2020, ore 21:00 | Predatori Golfo del Tigullio | – | Wolverines Piacenza | C.S. Daneri |

| Cavallermaggiore 10 maggio 2020, ore 14:30 | Vikings Cavallermaggiore | – | Razorbacks Piemonte | Campo Sportivo Comunale |

| Pordenone 10 maggio 2020, ore 15:00 | 29ers Alto Livenza | – | Leoni Basiliano | C.S. Borgomeduna |

| Vicenza 10 maggio 2020, ore 15:00 | Hurricanes Vicenza | – | Doves Bologna | BPVI Arena |

| Cecina 10 maggio 2020, ore 16:00 | Trappers Cecina | – | Guelfi Neri Firenze | Trappers Cecina Hunt Field |

| Novara 10 maggio 2020, ore 16:00 | Lancieri Novara | – | Blitz Balangero | Lancieri Field |

#### 12ª giornata
| Palermo 16 maggio 2020, ore 13:00 | Eagles United Palermo | – | Crusaders Cagliari | A.S.D. Tommaso Natale Sport Village |

| Catania 16 maggio 2020, ore 14:00 | Elephants Catania | – | Sirbons Cagliari | Stadio Benito Paolone |

| Ciampino 16 maggio 2020, ore 15:30 | Fighting Ducks Lazio | – | Minatori Roma Sud | C.S. Arnaldo Fuso |

| Imola 16 maggio 2020, ore 17:00 | Ravens Imola | – | Alligators Rovigo | C.S. Bacchilega |

| Balangero 16 maggio 2020, ore 20:00 | Blitz Balangero | – | Alfieri Asti | C.S. Colombo Blitzfield |

| Barletta 16 maggio 2020, ore 20:30 | Mad Bulls Barletta | – | Navy Seals Bari | C.S. Manzi-Chiapulin |

| Roma 16 maggio 2020, ore 21:00 | Legio XIII Roma | – | Pretoriani Roma | C.S. Longarina |

| Napoli 17 maggio 2020, ore 14:00 | Briganti Napoli | – | Eagles Salerno | Briganti field |

| Orgnano 17 maggio 2020, ore 14:30 | Leoni Basiliano | – | Thunders Trento | Polisportiva Orgnano |

| Onigo 17 maggio 2020, ore 15:00 | Mexicans Pederobba | – | Muli Trieste | Centro Sportivo |

| Perugia 17 maggio 2020, ore 16:00 | Nuovi Grifoni Perugia | – | West Coast Raiders | S.C. S.Sisto |

### Classifiche

#### Legenda
- PCT = percentuale di vittorie, G = partite giocate, V = partite vinte, P = partite perse, PF = punti fatti, PS = punti subiti
- La qualificazione ai playoff è indicata in verde
- La qualificazione al turno di wild card è indicata in giallo

##### Girone A
| Pos. | Squadra               | PCT   | G | V | P | PF | PS |
| ---- | --------------------- | ----- | - | - | - | -- | -- |
| 1    | Crusaders Cagliari    | 1.000 | 1 | 1 | 0 | 28 | 0  |
| 2    | Elephants Catania     | 1.000 | 1 | 1 | 0 | 16 | 6  |
| 3    | Eagles United Palermo | .000  | 1 | 0 | 1 | 6  | 16 |
| 4    | Sirbons Cagliari      | .000  | 1 | 0 | 1 | 0  | 28 |

##### Girone B
| Pos. | Squadra            | PCT   | G | V | P | PF | PS |
| ---- | ------------------ | ----- | - | - | - | -- | -- |
| 1    | Mad Bulls Barletta | 1.000 | 1 | 1 | 0 | 36 | 0  |
| 2    | Briganti Napoli    | 1.000 | 1 | 1 | 0 | 39 | 12 |
| 3    | Eagles Salerno     | .000  | 0 | 0 | 0 | 0  | 0  |
| 4    | Navy Seals Bari    | .000  | 1 | 0 | 1 | 12 | 39 |
| 5    | Achei Crotone      | .000  | 1 | 0 | 1 | 0  | 36 |

##### Girone C
| Pos. | Squadra              | PCT   | G | V | P | PF | PS |
| ---- | -------------------- | ----- | - | - | - | -- | -- |
| 1    | Fighting Ducks Lazio | 1.000 | 1 | 1 | 0 | 38 | 0  |
| 2    | Pretoriani Roma      | 1.000 | 1 | 1 | 0 | 26 | 8  |
| 3    | Minatori Roma Sud    | 1.000 | 1 | 1 | 0 | 20 | 16 |
| 4    | Legio XIII Roma      | .000  | 1 | 0 | 1 | 16 | 20 |
| 5    | Steel Bucks Caserta  | .000  | 2 | 0 | 2 | 8  | 64 |

##### Girone D
| Pos. | Squadra               | PCT   | G | V | P | PF | PS |
| ---- | --------------------- | ----- | - | - | - | -- | -- |
| 1    | Nuovi Grifoni Perugia | 1.000 | 2 | 2 | 0 | 92 | 33 |
| 2    | West Coast Raiders    | 1.000 | 1 | 1 | 0 | 31 | 8  |
| 3    | Trappers Cecina       | .500  | 2 | 1 | 1 | 57 | 35 |
| 4    | Guelfi Neri Firenze   | .000  | 1 | 0 | 1 | 7  | 37 |
| 5    | Steelers Terni        | .000  | 2 | 0 | 2 | 21 | 95 |

##### Girone E
| Pos. | Squadra              | PCT   | G | V | P | PF | PS |
| ---- | -------------------- | ----- | - | - | - | -- | -- |
| 1    | Angels Pesaro        | 1.000 | 1 | 1 | 0 | 61 | 6  |
| 2    | Broncos Faenza       | 1.000 | 1 | 1 | 0 | 33 | 26 |
| 3    | Titans Romagna       | .000  | 1 | 0 | 1 | 26 | 33 |
| 4    | Buccaneers Comacchio | .000  | 1 | 0 | 1 | 6  | 61 |

##### Girone F
| Pos. | Squadra            | PCT   | G | V | P | PF | PS |
| ---- | ------------------ | ----- | - | - | - | -- | -- |
| 1    | Ravens Imola       | 1.000 | 1 | 1 | 0 | 46 | 0  |
| 2    | Alligators Rovigo  | .000  | 0 | 0 | 0 | 0  | 0  |
| 3    | Hurricanes Vicenza | .000  | 0 | 0 | 0 | 0  | 0  |
| 4    | Doves Bologna      | .000  | 1 | 0 | 1 | 0  | 46 |

##### Girone G
| Pos. | Squadra            | PCT   | G | V | P | PF | PS |
| ---- | ------------------ | ----- | - | - | - | -- | -- |
| 1    | 29ers Alto Livenza | 1.000 | 1 | 1 | 0 | 56 | 0  |
| 2    | Leoni Basiliano    | 1.000 | 1 | 1 | 0 | 47 | 0  |
| 3    | Thunders Trento    | .000  | 0 | 0 | 0 | 0  | 0  |
| 4    | Mexicans Pederobba | .000  | 1 | 0 | 1 | 0  | 47 |
| 5    | Muli Trieste       | .000  | 1 | 0 | 1 | 0  | 56 |

##### Girone H
| Pos. | Squadra                      | PCT  | G | V | P | PF | PS |
| ---- | ---------------------------- | ---- | - | - | - | -- | -- |
| 1    | Blue Storms Busto Arsizio    | .000 | 0 | 0 | 0 | 0  | 0  |
| 2    | Predatori Golfo del Tigullio | .000 | 0 | 0 | 0 | 0  | 0  |
| 3    | Rams Milano                  | .000 | 0 | 0 | 0 | 0  | 0  |
| 4    | Wolverines Piacenza          | .000 | 0 | 0 | 0 | 0  | 0  |

##### Girone I
| Pos. | Squadra                  | PCT   | G | V | P | PF | PS |
| ---- | ------------------------ | ----- | - | - | - | -- | -- |
| 1    | Vikings Cavallermaggiore | 1.000 | 1 | 1 | 0 | 43 | 0  |
| 2    | Razorbacks Piemonte      | 1.000 | 1 | 1 | 0 | 28 | 24 |
| 3    | Lancieri Novara          | .000  | 0 | 0 | 0 | 0  | 0  |
| 4    | Blitz Balangero          | .000  | 1 | 0 | 1 | 24 | 28 |
| 5    | Alfieri Asti             | .000  | 1 | 0 | 1 | 0  | 43 |

## Playoff

### Tabellone
|  | Wild Card | Wild Card |     |  | Quarti di conference | Quarti di conference |  |  | Semifinali di conference | Semifinali di conference |  |  | Finali di conference | Finali di conference |  |  | XXI Nine Bowl | XXI Nine Bowl |  |  |  |  |  |
|  |           |           |     |  |                      |                      |  |  |                          |                          |  |  |                      |                      |  |  |               |               |  |  |  |  |  |
|  | TBD       |           |     |  | TBD                  |                      |  |  |                          |                          |  |  |                      |                      |  |  |               |               |  |  |  |  |  |
|  | TBD       |           |     |  | TBD                  |                      |  |  |                          |                          |  |  |                      |                      |  |  |               |               |  |  |  |  |  |
|  | TBD       | TBD       |     |  | TBD                  |                      |  |  |                          |                          |  |  |                      |                      |  |  |               |               |  |  |  |  |  |
|  |           |           |     |  |                      |                      |  |  |                          |                          |  |  |                      |                      |  |  |               |               |  |  |  |  |  |
|  |           | TBD       |     |  |                      |                      |  |  |                          |                          |  |  |                      |                      |  |  |               |               |  |  |  |  |  |
|  | TBD       |           | TBD |  |                      |                      |  |  |                          |                          |  |  |                      |                      |  |  |               |               |  |  |  |  |  |
|  | TBD       |           | TBD |  |                      |                      |  |  |                          |                          |  |  |                      |                      |  |  |               |               |  |  |  |  |  |
|  | TBD       |           |     |  | TBD                  |                      |  |  |                          |                          |  |  |                      |                      |  |  |               |               |  |  |  |  |  |
|  | TBD       |           |     |  | TBD                  | TBD                  |  |  |                          |                          |  |  |                      |                      |  |  |               |               |  |  |  |  |  |
|  |           |           |     |  |                      |                      |  |  |                          |                          |  |  |                      |                      |  |  |               |               |  |  |  |  |  |
|  |           | TBD       |     |  |                      |                      |  |  |                          |                          |  |  |                      |                      |  |  |               |               |  |  |  |  |  |
|  | TBD       |           |     |  | TBD                  |                      |  |  |                          |                          |  |  |                      |                      |  |  |               |               |  |  |  |  |  |
|  | TBD       |           |     |  | TBD                  |                      |  |  |                          |                          |  |  |                      |                      |  |  |               |               |  |  |  |  |  |
|  | TBD       |           |     |  | TBD                  |                      |  |  |                          |                          |  |  |                      |                      |  |  |               |               |  |  |  |  |  |
|  | TBD       | TBD       |     |  | TBD                  |                      |  |  |                          |                          |  |  |                      |                      |  |  |               |               |  |  |  |  |  |
|  |           |           |     |  |                      |                      |  |  |                          |                          |  |  |                      |                      |  |  |               |               |  |  |  |  |  |
|  |           | TBD       |     |  |                      |                      |  |  |                          |                          |  |  |                      |                      |  |  |               |               |  |  |  |  |  |
|  | TBD       |           | TBD |  |                      |                      |  |  |                          |                          |  |  |                      |                      |  |  |               |               |  |  |  |  |  |
|  | TBD       |           | TBD |  |                      |                      |  |  |                          |                          |  |  |                      |                      |  |  |               |               |  |  |  |  |  |
|  | TBD       |           |     |  | TBD                  |                      |  |  |                          |                          |  |  |                      |                      |  |  |               |               |  |  |  |  |  |
|  | TBD       |           |     |  | TBD                  |                      |  |  | TBD                      |                          |  |  |                      |                      |  |  |               |               |  |  |  |  |  |
|  |           |           |     |  |                      |                      |  |  |                          |                          |  |  |                      |                      |  |  |               |               |  |  |  |  |  |
|  |           | TBD       |     |  |                      |                      |  |  |                          |                          |  |  |                      |                      |  |  |               |               |  |  |  |  |  |
|  | TBD       |           |     |  | TBD                  |                      |  |  |                          |                          |  |  |                      |                      |  |  |               |               |  |  |  |  |  |
|  | TBD       |           |     |  | TBD                  |                      |  |  |                          |                          |  |  |                      |                      |  |  |               |               |  |  |  |  |  |
|  | TBD       |           |     |  | TBD                  |                      |  |  |                          |                          |  |  |                      |                      |  |  |               |               |  |  |  |  |  |
|  | TBD       | TBD       |     |  | TBD                  |                      |  |  |                          |                          |  |  |                      |                      |  |  |               |               |  |  |  |  |  |
|  |           |           |     |  |                      |                      |  |  |                          |                          |  |  |                      |                      |  |  |               |               |  |  |  |  |  |
|  |           | TBD       |     |  |                      |                      |  |  |                          |                          |  |  |                      |                      |  |  |               |               |  |  |  |  |  |
|  | TBD       |           | TBD |  |                      |                      |  |  |                          |                          |  |  |                      |                      |  |  |               |               |  |  |  |  |  |
|  | TBD       |           | TBD |  |                      |                      |  |  |                          |                          |  |  |                      |                      |  |  |               |               |  |  |  |  |  |
|  | TBD       |           |     |  | TBD                  |                      |  |  |                          |                          |  |  |                      |                      |  |  |               |               |  |  |  |  |  |
|  | TBD       |           |     |  | TBD                  | TBD                  |  |  |                          |                          |  |  |                      |                      |  |  |               |               |  |  |  |  |  |
|  |           |           |     |  |                      |                      |  |  |                          |                          |  |  |                      |                      |  |  |               |               |  |  |  |  |  |
|  |           | TBD       |     |  |                      |                      |  |  |                          |                          |  |  |                      |                      |  |  |               |               |  |  |  |  |  |
|  | TBD       |           |     |  | TBD                  |                      |  |  |                          |                          |  |  |                      |                      |  |  |               |               |  |  |  |  |  |
|  | TBD       |           |     |  | TBD                  |                      |  |  |                          |                          |  |  |                      |                      |  |  |               |               |  |  |  |  |  |
|  | TBD       |           |     |  | TBD                  |                      |  |  |                          |                          |  |  |                      |                      |  |  |               |               |  |  |  |  |  |
|  | TBD       | TBD       |     |  | TBD                  |                      |  |  |                          |                          |  |  |                      |                      |  |  |               |               |  |  |  |  |  |
|  |           |           |     |  |                      |                      |  |  |                          |                          |  |  |                      |                      |  |  |               |               |  |  |  |  |  |
|  |           | TBD       |     |  |                      |                      |  |  |                          |                          |  |  |                      |                      |  |  |               |               |  |  |  |  |  |
|  | TBD       |           | TBD |  |                      |                      |  |  |                          |                          |  |  |                      |                      |  |  |               |               |  |  |  |  |  |
|  | TBD       |           | TBD |  |                      |                      |  |  |                          |                          |  |  |                      |                      |  |  |               |               |  |  |  |  |  |
|  | TBD       |           |     |  | TBD                  |                      |  |  |                          |                          |  |  |                      |                      |  |  |               |               |  |  |  |  |  |

### Wild Card
| 30-31 maggio 2020 | TBD | – | TBD |  |

| 30-31 maggio 2020 | TBD | – | TBD |  |

| 30-31 maggio 2020 | TBD | – | TBD |  |

| 30-31 maggio 2020 | TBD | – | TBD |  |

| 30-31 maggio 2020 | TBD | – | TBD |  |

| 30-31 maggio 2020 | TBD | – | TBD |  |

| 30-31 maggio 2020 | TBD | – | TBD |  |

| 30-31 maggio 2020 | TBD | – | TBD |  |

### Quarti di conference
| 6-7 giugno 2020 | TBD | – | TBD |  |

| 6-7 giugno 2020 | TBD | – | TBD |  |

| 6-7 giugno 2020 | TBD | – | TBD |  |

| 6-7 giugno 2020 | TBD | – | TBD |  |

| 6-7 giugno 2020 | TBD | – | TBD |  |

| 6-7 giugno 2020 | TBD | – | TBD |  |

| 6-7 giugno 2020 | TBD | – | TBD |  |

| 6-7 giugno 2020 | TBD | – | TBD |  |

### Semifinali di conference
| 13-14 giugno 2020 | TBD | – | TBD |  |

| 13-14 giugno 2020 | TBD | – | TBD |  |

| 13-14 giugno 2020 | TBD | – | TBD |  |

| 13-14 giugno 2020 | TBD | – | TBD |  |

### Finali di conference
| 20-21 giugno 2020 | TBD | – | TBD |  |

| 20-21 giugno 2020 | TBD | – | TBD |  |

### XXI NineBowl
| 3 luglio 2020 | TBD | – | TBD |  |